# Raffaele Aurisicchio
Raffaele Aurisicchio (Santa Paolina, 12 dicembre 1953 – Santa Paolina, 1º giugno 2024) è stato un politico italiano, dirigente di associazione di categoria CNA.

## Biografia
Nel 1999 venne candidato alla Presidenza della Provincia di Avellino, arrivando al ballottaggio ma non venendo eletto.
Dal 1999 al 2004 ricoprì il ruolo di Capogruppo dei Democratici di Sinistra nel Consiglio provinciale di Avellino. Dal 12 dicembre 1999 al 9 settembre 2006 fu Segretario provinciale dei Democratici di Sinistra.
Eletto alla Camera dei deputati nell'aprile 2006 nella lista dell'Ulivo, divenne membro della V Commissione Bilancio Tesoro e Programmazione della Camera dei Deputati.
Al IV Congresso dei Democratici di Sinistra aderì alla mozione A Sinistra per il socialismo europeo e nel maggio del 2007 aderì al movimento politico Sinistra Democratica per il Socialismo Europeo.
Il 16 maggio 2007 si iscrisse al Gruppo Parlamentare di Sinistra Democratica e capogruppo SD in V Commissione.
Alle elezioni politiche del 2008 venne candidato alla circoscrizione Campania 2 al secondo posto nella lista de La Sinistra l'Arcobaleno, ma non risultò eletto in quanto la lista non riuscì a superare la soglia di sbarramento del 4%.
Dopo il congresso del movimento politico Sinistra Democratica svoltosi a Chianciano, venne nominato nella direzione nazionale del movimento stesso. Dopo il congresso di Sinistra Ecologia e Libertà svoltosi a Firenze nel 2010 venne nominato nell'Assemblea Nazionale del partito stesso. Dal 13 luglio 2013 fu coordinatore provinciale di Sinistra Ecologia Libertà ad Avellino.
Nel 2017, dopo lo scioglimento di SEL, aderì a Sinistra Italiana. Il 23 marzo 2021 venne eletto Presidente dell'Assemblea regionale di SI in Campania.
Malato già da tempo, morì il 1º giugno 2024 all'età di 70 anni.